# 1986-os amatőr ökölvívó-világbajnokság
A  4. amatőr ökölvívó-világbajnokságot Renóban, az Egyesült Államokban rendezték 1986. május 8–18. között. 12 versenyszámban avattak világbajnokot. A küzdelmek egyenes kieséses rendszerben zajlottak, és mindkét elődöntő vesztese bronzérmet kapott.

## Érmesek
- Váradi János bronzérmes légsúlyban.
- Molnár Tibor bronzérmes váltósúlyban.

| 1986-os amatőr ökölvívó-világbajnokság érmesei |                                  |                                |                                                                   |
| Versenyszám                                    | Arany                            | Ezüst                          | Bronz                                                             |
| Szupernehézsúly                                | Teófilo Stevenson (Kuba)         | Alex Garcia (Egyesült Államok) | Vjacseszlav Jakovlev (Szovjetunió) Biaggio Chianese (Olaszország) |
| Nehézsúly                                      | Félix Savón (Kuba)               | Arnold Vanderlyde (Hollandia)  | Szvilen Ruszinov (Bulgária) Michael Bentt Egyesült Államok        |
| Félnehézsúly                                   | Pablo Romero (Kuba)              | Loren Ross (Egyesült Államok)  | Damir Škaro (Jugoszlávia) Deyan Kirilov (Bulgária)                |
| Középsúly                                      | Darrin Allen (Egyesült Államok)  | Henry Maske (NDK)              | Julio Quintana (Kuba) Henryk Petrich (Lengyelország)              |
| Nagyváltósúly                                  | Ángel Espinosa (Kuba)            | Enrico Richter (NDK)           | Manvel Avetisian (Szovjetunió) Lofti Ayed (Svédország)            |
| Váltósúly                                      | Kenneth Gould (Egyesült Államok) | Candelario Duvergel (Kuba)     | Molnár Tibor (Magyarország) Torsten Schmitz (NDK)                 |
| Kisváltósúly                                   | Vaszilij Sisov (Szovjetunió)     | Howard Grant (Kanada)          | Mirko Puzović (Jugoszlávia) Borislav Abadzhiev (Bulgária)         |
| Könnyűsúly                                     | Adolfo Horta (Kuba)              | Engels Pedroza (Venezuela)     | Orzubek Nazarov (Szovjetunió) Emil Csuprenszki (Bulgária)         |
| Pehelysúly                                     | Kelcie Banks (Egyesült Államok)  | Jesus Sollet (Kuba)            | Andreas Zülow (NDK) Tomasz Nowak (Lengyelország)                  |
| Harmatsúly                                     | Moon Sung-Kil (Dél-Korea)        | Rene Breitbarth (NDK)          | Arnaldo Mesa (Kuba) Jurij Alekszandrov (Szovjetunió)              |
| Légsúly                                        | Pedro Orlando Reyes (Kuba)       | David Grimán (Venezuela)       | Váradi János (Magyarország) Eyüp Can (Törökország)                |
| Kislégsúly                                     | Juan Torres Odelin (Kuba)        | Luis Román Rolón (Puerto Rico) | José Rodrigues (Brazília) Oh Kwang-Soo (Dél-Korea)                |